# Louis-Augustin Legrand de Laleu
Louis-Augustin Legrand de Laleu (* 18. Mai 1755 in Nouvion in der Picardie; † 13. Juni 1819 in Laon, Département Aisne) war ein französischer Rechtsgelehrter.

## Leben
Louis-Augustin Legrand de Laleu widmete sich der Jurisprudenz und trat nach der Beendigung seiner Studien als erfolgreicher Anwalt auf. Da er aber 1786 ein von ihm entworfenes Gutachten, das drei vom Amtsgericht von Chaumont zum Rädern verurteilte Leute in Schutz nahm und ihre Schuld bezweifelte, nach Recht und Pflicht unterzeichnen zu müssen glaubte, so wurde er von der Liste der Anwälte gestrichen. Das Gutachten diente als Anhang zu des seines Gerechtigkeitssinns wegen bekannten und verfolgten Generaladvokaten Jean-Baptiste Mercier Dupaty Mémoire justificatif (Bordeaux 1786), das zwar auf Befehl des Parlement de Paris verbrannt wurde, aber doch die drei unschuldig verurteilten Bürger von Chaumont vor der Todesstrafe rettete.
Legrand de Laleu, der sich durch sein furchtloses Vorgehen als rechtlicher Mensch und tüchtiger Jurist bewährt hatte, wurde während der Französischen Revolution als Professor der Rechtswissenschaft an die in Soissons errichtete Zentralschule des Départements Aisne berufen und später als korrespondierendes Mitglied in das Institut de France, das an die Stelle der Akademie der Inschriften und schönen Wissenschaften getreten war, aufgenommen. Seine Verdienste als Lehrer fanden bei der Regierung Anerkennung und verschafften ihm das Kreuz der Ehrenlegion. Er starb am 13. Juni 1819 im Alter von 64 Jahren in Laon an einem Pulsadergeschwulst.

## Werke
Legrands im Institut de France gelesene Abhandlung über den Ostrakismos und Petalismos der Athener (Dissertation historique et politique sur l’ostracisme et le pétalisme, Paris 1800) zeigt den gediegenen Juristen und Altertumsforscher. Seine Untersuchungen über die alte Kriminaljustiz der Franzosen (Recherches sur l’administration de la justice criminelle chez les Français avant l’institution des parlements et sur l’usage de juger les accusés par leurs pairs ou jurés tant en France, qu’en Angleterre, Paris 1823) teilte mit dem ähnlichen Werk von Joseph Elzéar Dominique Bernardi den von der Akademie 1789 ausgesetzten Preis, wurde aber erst nach dem Tod des Verfassers gedruckt. Am Ende des Bandes sind einige ansprechende Gedichte des Verfassers beigefügt, unter denen sich besonders zwei schwungvolle Oden auf die Überführung der sterblichen Überreste der Philosophen René Descartes und Jean-Jacques Rousseau in das Panthéon auszeichnen. Der Roman Philotas (1786), der anonym erschien, sucht seine philosophischen Ansichten in das Gewand der Dichtung zu hüllen. Legrand begann auch eine Übersetzung des epischen Gedichts Araucana des spanischen Adligen und Schriftstellers Alonso de Ercilla y Zúñiga in Versen und konnte dabei bis zu seinem Tod die ersten 15 Gesänge übertragen.